# Хасина, Шейх
Шейх Хаси́на Вазе́д (бенг. শেখ হাসিনা; род. 28 сентября 1947[…], Тонгипара, Дакка) — бангладешский политический и государственный деятель, премьер-министр Бангладеш в 1996—2001 и 2009—2024 годах. Лидер партии Авами лиг.

## Ранние годы
Родилась в округе Фаридпур (в подокруге Тонгипара, образованном в 1995 году). Дочь Шейха Муджибура Рахмана, первого главы независимой Бангладеш (в 1971—1975 годах), называемого в стране «отец нации», и Шейхи Бегум Фазилатуннесы Муджиб. В 1969 году участвовала в студенческих волнениях в Дакке. В 1971 году, во время войны за независимость Бангладеш, была арестована пакистанской оккупационной армией. 15 августа 1975 года в ходе военного переворота Шейх Муджибур Рахман и около 20 членов его семьи были убиты заговорщиками; Шейх Хасина в это время находилась в ФРГ, из всей семьи уцелели только она и её сестра, тоже отсутствовавшая в Бангладеш во время переворота. В 1981 году, ещё будучи за границей, была избрана главой Авами Лиг — партии, когда-то руководимой её отцом. В том же году вернулась в Бангладеш. Находилась в жёсткой оппозиции к режиму Эршада, выступавшего сперва как военный администратор, а потом как президент страны, организовывала массовые акции протеста против его правления, не раз оказывалась под арестом. В 1991 году, после ухода Эршада от власти и восстановления демократической системы управления, возглавляемая ей Авами проиграла парламентские выборы Бангладешской национальной партии, которую возглавляла Халеда Зиа. Выборы 1991 года во многом предопределили характер политической жизни в 1990-е годы и далее, основная борьба за власть развернулась между этими двумя партиями.

## Премьер-министр в 1996—2001
В марте 1996 года Шейх Хасина бойкотировала очередные выборы, вынудив Халеду Зиа сформировать переходное правительство и объявить повторные выборы, на которых одержала победу. Стала первым премьер-министром Бангладеш, отработавшим полный пятилетний срок. За годы её правления улучшились отношения с Индией, было подписано соглашение о разделе вод Ганга. Экономический рост в годы правления Шейх Хасины замедлился, к тому же наводнения неоднократно наносили стране огромный ущерб. В 1999 году национальная партия Бангладеш инициировала всеобщую политическую стачку с целью отставки Шейх Хасины, однако она категорически отказалась уйти досрочно.

## Деятельность в оппозиции 2001—2008
Подготовка к выборам 2001 года проходила в напряжённой обстановке, в терактах погибло более ста человек. После сокрушительного поражения на выборах Шейх Хасина обвинила БНП в фальсификациях, но всё же ушла в отставку. В 2004 году во время выступления Шейх Хасины в Дакке на неё было совершено покушение, в результате погибло 19 человек, сама она отделалась лёгкими ранениями. БНП категорически отвергла обвинения в организации теракта. В условиях чрезвычайного положения, введённого военными перед выборами 2007 года, Хасина Вазед была арестована, но в июне 2008 года смогла покинуть страну и эмигрировать в США.

## Премьер-министр в 2009—2024
В ноябре 2008 года вернулась в страну, чтобы возглавить свою партию на новых парламентских выборах, которые были назначены на 29 декабря 2008 года. Согласно результатам, Авами Лиг во главе «Большого альянса», включавшего также консервативно-националистическую партию Джатья, Национальную социалистическую партию, маоистскую Рабочую партию Бангладеш и Либерально-демократическую партию, одержала более чем убедительную победу и сформировала правительство страны. Вступила в обязанности премьер-министра страны 6 января 2009 года. Победив на парламентских выборах в 2014 году, осталась у власти на новый 5-летний срок.
Хасина выиграла свой четвёртый срок подряд, когда её партия «Авами лиг» получила 224 из 300 мест в парламенте на фоне низкой явки избирателей на выборах, бойкотированных основной оппозицией.
C 2009 по 2023 год, по данным Всемирного банка, объем ВВП страны вырос более чем в четыре раза, с $102 млрд до $437 млрд. Уровень бедности снизился с 31,5 % в 2010 году до 18,7 % в 2022 году. Однако пандемия COVID-19 в Бангладеш в 2020—2021 годах сопровождалась высокой инфляцией и резким ростом стоимости жизни, валютные резервы страны существенно сократились, а внешний долг возрос вдвое с 2016 года.
Оппозиция критиковала Шейх Хасину за авторитарный стиль правления и обвиняла ее правительство в нарушении прав человека (преследование политических оппонентов, давление на СМИ).
В декабре 2022 года десятки тысяч человек прошли маршем в Дакке с требованием отставки Шейх Хасины. Вторая фаза протестов началась в конце июля 2023 года.

### Отставка
5 августа 2024 года Хасина подала в отставку с поста премьер-министра после массовых протестов. Бежала в Индию, затем запросила политическое убежище в Великобритании.